# Lorenzo Vázquez (Architekt)
Lorenzo Vázquez  (* wohl in Segovia; † um 1509 in Valladolid) war ein spanischer Architekt.
Vázquez wurde wahrscheinlich in Segovia geboren und war der erste, der italienische Renaissanceelemente in der spanischen Architektur anwendete. Seit 1489 diente er dem Kardinal Pedro González de Mendoza erst im Kollegium Santa Cruz in Valladolid und dann in Guadalajara und anderswo. Sein Übergangsstil war noch von gotischen Elementen geprägt.